# Drenovac Banski
Drenovac Banski falu Horvátországban, Sziszek-Monoszló megyében. Közigazgatásilag Glinához tartozik.

## Fekvése
Sziszek városától légvonalban 24, közúton 38 km-re délnyugatra, községközpontjától légvonalban 9, közúton 11 km-re délkeletre, a Drenovac és a Bila Voda patakok mentén fekszik.

## Története
A falu nevének első tagja somfákkal (dren) benőtt helyet jelöl, második része pedig a többi hasonló nevű településtől különbözteti meg jelezve, hogy a Báni végvidéken fekszik. A környék számos településéhez hasonlóan a 17. század vége felé népesült be Boszniából menekült pravoszlávokkal. 1696-ban a szábor a bánt tette meg a Kulpa és az Una közötti határvédő erők parancsnokává, melyet hosszas huzavona után 1704-ben a bécsi udvar is elfogadott. Ezzel létrejött a Báni végvidék (horvátul Banska krajina, Banija, vagy Banovina), mely katonai határőrvidék része lett. 1745-ben megalakult a Glina központú első báni ezred, melynek fennhatósága alá ez a vidék is tartozott. 1881-ben megszűnt a katonai közigazgatás és Zágráb vármegye Glinai járásának része lett. A falunak 1857-ben 766, 1910-ben 1068 lakosa volt. 1918-ban az új szerb-horvát-szlovén állam, majd később Jugoszlávia része lett. A második világháború idején a Független Horvát Állam része volt. A háború után a településnek iskolája, közösségi háza volt. A falu 1991. június 25-én a független Horvátország része lett, de szerb lakói a Krajinai Szerb Köztársasághoz csatlakoztak. A falut 1995. augusztus 8-án a Vihar hadművelettel foglalta vissza a horvát hadsereg. A lakosság elmenekült, de később néhány főként idős ember visszatért. A településnek 2011-ben 74 lakosa volt, akik mezőgazdasággal és állattartással foglalkoztak.

## Népesség
| Lakosság változása | Lakosság változása | Lakosság változása | Lakosság változása | Lakosság változása | Lakosság változása | Lakosság változása | Lakosság változása | Lakosság változása | Lakosság változása | Lakosság változása | Lakosság változása | Lakosság változása | Lakosság változása | Lakosság változása | Lakosság változása |
| ------------------ | ------------------ | ------------------ | ------------------ | ------------------ | ------------------ | ------------------ | ------------------ | ------------------ | ------------------ | ------------------ | ------------------ | ------------------ | ------------------ | ------------------ | ------------------ |
| 1857               | 1869               | 1880               | 1890               | 1900               | 1910               | 1921               | 1931               | 1948               | 1953               | 1961               | 1971               | 1981               | 1991               | 2001               | 2011               |
| 766                | 785                | 748                | 927                | 1.018              | 1.068              | 1.039              | 1.145              | 901                | 893                | 799                | 711                | 580                | 452                | 75                 | 74                 |

## Nevezetességei
Hagyományos népi építésű parasztházak a 46, 61, 59, 63, 73 és 72 számok alatt.